# 日本箏
日本箏，日語寫為，偶尔写作（但是「琴」本是另外的乐器，指「和琴」），口語經常稱為，是日本傳統音樂中一項重要的樂器，一般認為源自於中國的古箏。
著名的古典筝曲有《六段》。現代代表乐曲有宮城道雄作曲的筝与尺八二重奏的《春之海》。

## 構造
日本箏有着不同流派。日本箏分爲雅樂和俗樂。雅樂箏是從唐代十三絃箏傳承下來，張十三根黃色絲絃。後來有筑紫箏、五八箏等箏類型，均爲生田流的箏，主要流行在日本關西地區。筑紫箏較短，多爲四尺六寸，約爲140cm。五八箏長五尺八寸，較長，在174cm左右。然而，因爲日本箏審美標準的改變，使得生田流的筑紫箏和五八箏沒有再做，卻多數在琉球羣島作爲他們的箏流派演奏，而五八箏成了日本國內可以演奏的最古老的箏。日本從六十年前開始主要使用山田流箏，琴絃較細，聲音清亮，比絃稍微粗一點的筑紫箏、五八箏更加符合審美。現代日本山田箏的長度大約爲180 cm，有十三根弦，弦由十三個可移動的琴柱架著，演奏者可根據需要移動琴柱的位置來調音。演奏時以拇指、食指、中指戴上撥子撥動琴絃來演奏。
最早標準的日本古筝有十三根琴弦，现今常看到低音聲部的十七弦筝，甚至還有20絃箏，琴体和中国古筝基本相似，由桐木作为琴体的主要材料。
琴弦以尼龙制作，音色柔和，可以根据适用场合的不同分为乐筝和俗筝，前者多用于演奏雅乐，后者多用于民间音乐的演奏，定调有黄钟调等六种。

## 流派
早期日本筝的演奏者以盲人为主，他們是有朝廷官位的。其中山田流、生田流是其影响较大的两个传统流派。到近代，日本筝的演奏者以职业艺人为主，筝的地位也逐渐从重奏乐器发展成为独奏乐器，现今的日本筝乐作家通过吸收西洋音乐技巧进行进行创作使得日本的创作筝曲有了更进一步的发展。

## 樂曲分類
日本箏曲基本上可以分為「古典曲目」及「近世箏曲」。
- 古典曲目：箏組歌、段物、砧物、幕末新箏曲、明治新曲、山田流箏曲、地歌移曲箏曲
- 近世箏曲：京極流、新日本音樂、現代邦樂

## 外部連結
- 箏の事典（日語）